# Nivel macroscópico
En física, el nivel macroscópico es el nivel de descripción en que la posición o estado físico concreto de las partículas que integran un cuerpo puede ser resumido en una ecuación de estado que solo incluye magnitudes extensivas (volumen, longitud, masa) y magnitudes intensivas promedio (presión, temperatura).
Usualmente debido al gran tamaño de dicho sistema pueden despreciarse los efectos cuánticos y puede usarse la física estadística y las leyes de Newton como buena aproximación (en algunos casos si las partículas se mueven muy rápidamente la mecánica relativista). Igualmente la energía total del sistema puede considerarse como una magnitud continua en lugar de como una magnitud cuantizada.
Extendiendo la definición, se habla de objeto o fenómeno macroscópico cuando las dimensiones geométricas o la magnitud física sobrepasa de un cierto tamaño. Normalmente todos los objetos visibles a simple vista son a todos los efectos macroscópicos, en oposición a los objetos microscópicos y los fenómenos microscópicos, no visibles a simple vista y donde la mecánica cuántica puede desempeñar un papel importante, en su descripción.

## Termodinámica
La termodinámica se ocupa necesariamente de sistemas macroscópicos, donde la estructura interna del sistema y el comportamiento individual de las partículas no es relevante para las magnitudes termodinámicas. Solo los agregados del conjunto de partículas cuentan en termodinámica (magnitudes extensivas) o los promedios considerados a partir de un gran número de partículas (magnitudes extensivas). Así por ejemplo la masa o la energía se calcula como suma de las masas o las energías de las partículas que integran el sistema. Mientras que la presión o la temperatura se calculan a partir de la distribución de velocidades (para un gas ideal esta distribución es la distribución de Maxwell-Boltzmann). Para un gas ideal la presión p y la temperatura T se calculan como:

{\displaystyle p={\frac {N}{V}}m_{p}{\bar {v}}_{i}^{2},\quad T={\frac {m_{p}{\bar {v}}_{i}^{2}}{k_{B}}}}

Donde {\displaystyle \scriptstyle k_{B}} es la constante de Boltzmann. Estas dos ecuaciones conjuntamente implican que se satisface la ecuación de los gases ideales:

{\displaystyle pV=Nk_{B}T}

### Variables macroscópicas
En un agregado de partículas que mantienen un estado de equilibrio estadístico, cada partícula evoluciona según las reglas de evolución de un cierto sistema dinámico. Sin embargo, el comportamiento global del sistema ignorando las partículas individuales exhibe un comportamiento global que se puede describir estadísticamente. Una variable macroscópica es cualquier variable que se puede definir a partir de una distribución de probabilidad sobre el espacio fásico de microestados que son accesibles a las partículas individuales. Algunos ejemplos típicos de variables macroscópicas son:
- La temperatura.
- La presión de un gas.
- La magnetización de un sólido magnético.
- La energía interna del sistema.

En general para los estados de equilibrio las variables macroscópicas se denominan simplemente funciones de estado.